# Nouvel Ouest
 (octobre 2018).

Nouvel Ouest est un magazine français dont le premier numéro a été publié le 16 janvier 1998, et qui a cessé de paraître en juin 2018,.
Mensuel, il est diffusé dans les quatre régions (Normandie, Bretagne, Pays de la Loire et Nouvelle-Aquitaine) qui forment le « Grand Ouest ».
Il est dirigé par son fondateur : Hervé Louboutin.
Nouvel Ouest se présente comme un « news magazine » s'adressant aux « décideurs » des régions de l'Ouest de la France, dont il couvre l'actualité dans les domaines de l'économie et de l'« art de vivre ».

## Capital
Parmi les actionnaires ayant participé à la fondation du journal, on trouve le Crédit Industriel de l'Ouest (banque du groupe CIC) et l'Institut de participation de l'Ouest, ainsi que de grandes entreprises régionales : Quo Vadis (leader mondial de l'agenda), GSA (Groupe Salmon Arc-en-Ciel), Newman, Fleury Michon, Des3Studio, Armor Lux et Bénéteau. L'entreprise de travail temporaire Adecco fait également partie des fondateurs. En 2000, la famille Coudurier, propriétaire du journal Le Télégramme, a pris une participation de 10 % dans le capital du journal.